# Jacques Pecnard
 (juin 2014).
Jacques Pecnard, né le 7 septembre 1922 à Vincennes et mort le 16 juin 2012 à Montmorency, est un peintre, graveur, sculpteur et illustrateur français.

## Biographie
Jacques Pecnard commence sa carrière d'illustrateur en 1940, et la poursuit pendant près de vingt-cinq années. Il illustre différents documents pour les Éclaireurs de France. Il est l'un des illustrateurs de la série de Paul Gordeaux Les Amours célèbres publiée dans le quotidien France-Soir, et collabore pour les revues Elle et Femina. Il illustre un grand nombre de livres pour des éditeurs parisiens, tels que Hachette, Flammarion, la collection Rouge et or, les Éditions Larousse et autres. Il travaille également dans le domaine de la publicité où sa participation fut constante. En 1971, il obtient le prix des Illustrateurs de presse.
Vers les années 1970, il se tourne vers la peinture, et produit des illustrations en gravure à la pointe sèche, en aquatinte ou en lithographie. Les éditeurs d'ouvrages de bibliophilie lui commandent de nombreux ouvrages : Le Grand Meaulnes, Ulysse, La Trilogie étatique, King Ping Mei, Religion et philosophie, Angelo, Madame de…, Les Rois maudits, Les Joues en feu, Rabelais, Les Contes, Les Fleurs du mal, Guerre et Paix, Ls Bouquinades, Le Théâtre, Lucien Leuwen, À la recherche du temps perdu, Le Fil de l'épée, Les Droits de l'Homme, Conversation avec le Général, Les Poésies de Léo Ferré, Vers l'Armée de métiers, Le Centenaire de De Gaulle, Les Dames de la Bible, etc.
Il réalise un certain nombre de portraits de Charles de Gaulle. La Bibliothèque nationale de France lui commande l'affiche de son exposition « le Centenaire de Charles de Gaulle » et expose ses illustrations sur ce thème.
En 1991, il participe avec cent autres peintres à la grande exposition « Les couleurs de la vie » contre le génocide arménien, exposition itinérante dans toutes les capitales d'Europe. À cette époque, il entreprend pour Léo Ferré un ouvrage sur ses poèmes.
En 1994, Jacques Pecnard réalise son triptyque Hommage à la Libération, commandé par la Ville de Paris, ayant pour thèmes : le général de Gaulle, la Libération de Paris et le général Leclerc).
En 1996, à l'Espace Carpeaux de Courbevoie, il organise une rétrospective de son œuvre, présentant son travail d'illustrateur et de peintre.
En 1997, Pecnard réalise deux portraits du président Jacques Chirac.

## Ouvrages illustrés
(liste non exhaustive)
- 1948 : Livre d'or des éclaireurs de France, René Waltz. Rouen : impr. de Wolf.
- 1948 : La Sixième Fenêtre, Claude Appell. Collection L'Équipée ; 6. Paris : Éditions de l'Arc.
- 1948 : Le Pays de l'autre côté, Jean Buzançais. Collection L'Équipée ; 7. Paris : Éditions de l'Arc.
- 1948 : Aventures au Jamboree : ou le nœud de Carrick, Pierre de Latil. Collection L'Équipée ; 4. Paris : Éditions de l'Arc.
- 1950 : Cantiques pour l'année liturgique. Textes de Michel Fustier. Musique de Jean Bonfils. Dessins de Jacques Pecnard. Éditions du Seuil.
- 1950 : Diloy le chemineau, Comtesse de Ségur. Éditions Albin Michel.
- 1953 : Service de la Reine (Return to Zenda). Traduit par Marie Dronsart. Coll. Bibliothèque verte, Hachette.
- 1953 : Au revoir, M. Chips (Good bye, Mr. Chips), James Hilton. Traduit par Maurice Rémon ; Préface d'André Maurois. Coll. Idéal-Bibliothèque, Hachette.
- 1953 : La Pierre au cou, Henri Joubrel. Préface du Dr Étienne de Greeff. Saint-Vaast-la-Hougue, L'Amitié par le livre.
- 1953 : Graziella d'Alphonse de Lamartine. Coll. Bibliothèque verte, Hachette.
- 1953 : Les Nuits ; Poèmes divers, Alfred de Musset. Collection : Les classiques de l'amour, Flammarion.
- 1954 : Encyclopédie pour les enfants de France. Texte établi sous la direction de Marcelin Traverse, Illustrations de Marianne Clouzot, Albert Chazelle, Paul Durand, Henri Mercier, Jacques Pecnard, Pierre Probst, Jean Reschofsky, Romain Simon. Éditions Hachette.
- 1954 : Le Prince et le Pauvre, Mark Twain. Traduction de Jean Muray. Coll. Bibliothèque verte, Hachette.
- 1954 : Les Oberlé, René Bazin. Coll. Bibliothèque verte, Hachette.
- 1954 : L'Ami Fritz, Erckmann-Chatrian. Coll. Idéal-Bibliothèque, Hachette.
- 1954 : Le Crime de Sylvestre Bonnard, Anatole France. Coll. Bibliothèque verte, Hachette.
- 1954 : Ramuntcho, Pierre Loti. Coll. Idéal-bibliothèque, Hachette.
- 1954 : Amahl et les Rois Mages, Gian Carlo Menotti. Traduction de Jean Muray. Coll. Grands Albums Hachette, Hachette.
- 1955 : La France racontée aux enfants. Texte de Marcelin Traverse, préface de Georges Duhamel. Collection : Encyclopédie en couleurs, Hachette.
- 1955 : Le Perroquet pourpre, Marie Moreau-Bellecroix. Coll. Idéal-Bibliothèque no 87, Hachette.
- 1955 : Scaramouche, Rafael Sabatini. Texte français de Jean Muray. Coll. Idéal-Bibliothèque, Hachette.
- 1956 : Angelica, Marguerite Thiébold. Coll. Bibliothèque verte, Hachette.
- 1956 : Le Faucon rouge, Marcelle Vérité. Coll. Bibliothèque verte, Hachette.
- 1956 : La Bergère et le Ramoneur, Hans Christian Andersen. Collection Les Albums roses. Hachette.
- 1956 : Quatrevingt-treize, Victor Hugo. Coll. Bibliothèque verte, Hachette.
- 1957 : Les Enfants du capitaine Grant, Jules Verne. Texte condensé. Coll. Bibliothèque verte, Hachette.
- 1957 : Les Enfants de Timpelbach, Henry Winterfeld. Texte français d'Olivier Séchan. Coll. Idéal-bibliothèque no 125, Hachette.
- 1957 : Cœurs sauvages d'Irlande, José-Marie Bouchet. Coll. Idéal-bibliothèque, Hachette.
- 1957 : Les Clés du royaume, A. J. Cronin. Texte français de Jean Muray. Coll. Bibliothèque verte no 286, Hachette.
- 1957 : L'Éléphant fidèle, Rudyard Kipling. Traduction de Jacques Leclercq. Coll. Jeunes années no 7. Paris, Bias.
- 1957 : Une petite fille de Brooklyn (A Tree grows in Brooklyn), Betty Smith. Traduit par Maurice Beerblock, coll. Bibliothèque verte, Hachette, roman, 253 p.
- 1958 : Le Rêve, Émile Zola. Coll. Bibliothèque verte no 58, Hachette.
- 1958 : Axelle, Pierre Benoit. Coll. Bibliothèque Hachette no 13, Hachette.
- 1958 : Gavroche, Victor Hugo. Coll. Idéal-Bibliothèque no 159, Hachette.
- 1958 : Peau-de-pêche, Gabriel Maurière. Coll. Idéal-Bibliothèque no 165, Hachette.
- 1958 : Le Père Tranquille, Noël-Noël. Coll. Bibliothèque verte no 43, Hachette.
- 1958 : La Bible racontée à tous : le peuple de Dieu, vie de N.-S. Jésus-Christ. Texte de Michel Riquet, illustrations de Jacques Pecnard. Collection : Encyclopédie en couleurs, Hachette.
- 1958 : Pascal et le vagabond, Marguerite Thiébold. Coll. Nouvelle Bibliothèque rose no 27, Hachette.
- 1959 : La Bergère et le Ramoneur - d'après Andersen. Coll. Les Albums roses, Hachette.
- 1959 : L'Homme à l'oreille cassée, Edmond About. Coll. Spirale no 7, Éditions G. P.
- 1960 : Les Pirates de l'uranium , Pierre Castex. Coll. Spirale no 29, Éditions G. P.
- 1960 : La Tulipe noire, Alexandre Dumas. Coll. Spirale no 18, Éditions G. P.
- 1960 : Nungesser, le chevalier à la mort, Martin de Hauteclaire. Coll. Spirale no 23, Éditions G. P.
- 1960 : Le Prisonnier de la rivière noire (Black river captive), West Lathrop. Traduit par Thérèse Govy. Coll. Bibliothèque rouge et or Souveraine no 159, Éditions G. P.
- 1960 : Contes de Perrault, Charles Perrault. Coll. Bibliothèque rouge et bleue no 2, Éditions G. P.
- 1960 : La Grande Alerte, Jean Sabran (pseudonyme : Paul Berna). Coll. Bibliothèque rouge et or Souveraine no 153, Éditions G. P.
- 1960 : Contes d'Andersen, Adaptation de René R. Khawam. Coll. Bibliothèque rouge et bleue no 4, Éditions G. P.
- 1961 : Histoire sainte de mes filleuls, Daniel-Rops. Hachette.
- 1961 : Guides de France. Vers la fleur d'or, carnet des jeannettes du 3e sentier, Jeannette Branche. Illustrations de Bernadette Duguet et Jacques Pecnard. Paris : Guides de France.
- 1961 : Esmeralda, Victor Hugo. Collection : Un livre-club junior, Éditions O.D.E.J.,  (ISSN 1637-7230).
- 1961 : La Princesse de Clèves, suivi de la Princesse de Montpensier, Madame de La Fayette. Coll. Super no 55, Éditions G. P.
- 1961 : L'Album de satin rouge, André de La Tourrasse. Coll. Bibliothèque rouge et or Souveraine no 174, Éditions G. P.
- 1961 : La Belle Amarante, Yvon Mauffret. Coll. Spirale no 38, Éditions G. P.
- 1961 : Contes et légendes de la mer et des marins, Charles Quinel et Adhémar de Montgon. Coll. Contes et légendes de tous les pays, éd. F. Nathan.
- 1961 : Le Secret de l'or, Madeleine Raillon. Coll. Bibliothèque rouge et or Souveraine no 161, Éditions G. P.
- 1961 : Sarn (Precious bane), Mary Webb. Traduit de l'anglais par Jacques de Lacretelle et Madeleine T. Guéritte. Collection : Super no 62, Éditions G. P.
- 1962 : Évangile de mes filleuls, Daniel-Rops. Hachette.
- 1962 : Récits tirés de l'histoire grecque, Marguerite Desmurger. Coll. Contes et légendes de tous les pays, éd. F. Nathan.
- 1962 : La Dernière Harde, Maurice Genevoix. Collection Super no 69, Éditions G. P.
- 1962 : Les Secrets de l'étang, André Massepain. Coll. Bibliothèque rouge et or Souveraine no 180, Éditions G. P.
- 1962 : Les Cloches de Nagasaki, le journal d'une victime de la bombe atomique à Nagasaki, Paul Nagaï. Adapté en français, par K. et M. Yoshida, M. Suzuki et J. Masson. Collection Super, no 77, Éditions G. P.
- 1962 : Épisodes et récits bibliques, Gisèle Vallerey. Coll. Contes et légendes de tous les pays, éd. F. Nathan.
- 1962 : C'était mon ami (Grunnbrott), Finn Havrevold. Traduit du norvégien par Marguerite Gay et Gerd de Mautort. Coll. Jeunesse-Pocket no 4, Société nouvelle des Éditions G. P.
- 1962 : La planète rouge, Robert Heinlein, traduction de Pierre Martin, Éditions Le Club de Lecture des Jeunes et Hachette.
- 1962 : La chanson interrompue, Suzanne de La Vaissière, coll. « Nouvelle Bibliothèque de Suzette », no 40, Éditions Gautier-Languereau
- 1963 : Théo et les renards, Jacques Bador. Couverture et illustrations de Jacques Pecnard. Dessins de Georgy. Paris : Éditions Arc tendu.
- 1963 : Légende dorée de mes filleuls, Daniel Rops. Hachette.
- 1963 : Le Trésor des rebelles (Patriot silver), Robert James Green. Traduit de l'anglais par Jacqueline Bhavsar. Coll. Jeunesse-Pocket no 11, Société nouvelle des Éditions G. P.
- 1963 : Nez-de-cuir, gentilhomme d'amour, Jean de La Varende. Coll. Super 1000 no 4, Éditions G. P.
- 1963 : La Guerre du feu, roman des âges farouches, J.-H. Rosny aîné. Coll. Super no 81, Éditions G. P.
- 1963 : Fifi, la petite auto, Gilles Saint-Cérère. Coll. Les Albums roses no 198, Hachette.
- 1965 : Le document perdu, (série Benton, Carson, détectives privés), Charles H. Veral[5], adaptation: Odile Pidoux, Éditions des Deux coqs d'or coll. L'Étoile d'or, 241 p., no 8; réédition: 1967; réédition: 188 p., 1972.
- 1965 : Un étrange antiquaire, (série Benton, Carson, détectives privés), George Wyatt[6] (d'après les personnages créés par Charles Spain veral[5]), adaptation: Odile Pidoux, Éditions des Deux coqs d'or coll. L'Étoile d'or, no 23; réédition: 188 p., 1971
- 1966 : La Mare au noyé, (série Benton, Carson, détectives privés), George Wyatt[6] (d'après les personnages créés par Charles Spain verral), adaptation: Odile Pidoux, Éditions des Deux Coqs d'Or, coll. L'Étoile d'Or, no 34, 239 p.
- 1966 : Le Fantôme d'argent, (série Benton, Carson, détectives privés), George Wyatt[6] (d'après les personnages créés par Charles Spain verral), adaptation: Odile Pidoux, Éditions des Deux coqs d'or coll. L'Étoile d'or, no 47, 245 p.; réédition: 188 p., 1972.
- 1967 : Où es-tu Barbara, René Guillot, Éditions Delagrave, coll. « Bouton d'or », no 22
- 1968 : La mystérieuse 4 CV, traduit du titre original publié en 1954 : The secret motocar  de Norman Dale  de l'anglais en français par Alain Valière. Paris, Éditions Delagrave, coll. Bouton d'or no 17.
- 1969 : 15 récits  de la seconde guerre mondiale, Éditions Gautier-Languereau, coll. Série 15, de Claude Appell, Nicholas Monsarrat, Pierre Clostermann, Andreï Platonov, Paul Carell et Erich Maria Remarque; réédition: 1972
- 1969 : 15 Histoires de chiens, Éditions Gautier-Languereau, coll. Série 15, textes sélectionnés par Claude Appell de  James-Oliver Curwood, Dodie Smith, Jack London, Dita Holesch, Rudyard Kipling, Colette, Eric Knight, Arthur Conan-Doyle, Yvonne Girault, Erckmann-Chatrian et M.J.K.; réédition: 1974
- 1970 : Les Mahuzier sous la Révolution, Archibald Mahuzier, éditions G. P., Collection Olympic, no 32
- 1970 : L'Artiste de Santiago, Marie José Malavié, éditions G. P., Collection Olympic, no 42
- 1971 : 15 histoires d'Indiens, Éditions Gautier-Languereau, coll. Série 15, couverture d'Yves Thos, avant-propos de  Claude Appell, textes de Fenimore Cooper, Patrick Prado, Sat Okh, Fritz Steuben, Richard Lancaster, Gustave Aimard, Maurice Constantin-Weyer, Jean Ollivier, Jack London, Jean-Marie Pélaprat et Theodora Kroeber; réédition: 1980

- 1971 : Un voyage romanesque, Elizabeth Coatsworth, éditions G. P., Collection Rouge et Or, série Souveraine no 302
- 1972 : Jeannot le navigateur, Jacqueline Boisyvon, éditions G. P., Collection Rouge et Or, série  Souveraine no 311 (bis)
- 1972 : La Danse des sorciers, Christiane Dollard-Martel. Collection Spirale, éditions G. P.
- 1972 : Le pic du diable, Amélia Elizabeth Walden, éditions G. P., Collection Olympic, no 47, jaquette de Daniel Dupuy.
- 1973 : Le chemin de l'écluse, Monique Ponty, éditions G. P., Collection Rouge et Or, série Souveraine no 320
- 1974 : Les Compagnons d'Archimède, de Christiane Dollard-Martel. Collection Spirale, éditions G. P..
- 1974 : Des ennuis, Julien ?, Anne Pierjean, Collection Spirale, éditions G. P.
- 1975 : Un château pour Sandra, James Stagg, éditions G. P., Collection Rouge et Or, série  Souveraine no 333
- 1975 : Le chien de Gratteloup, Monique Ponty, éditions G. P., Collection Rouge et Or, série  Souveraine no 336
- 1975 : Les Captifs de Babylone, Jean Riverain. Collection Spirale, éditions G. P.
- À la recherche du temps perdu, Proust. Lithographies aux Éd. Sauret.
- Le Fil de l'épée, de Charles de Gaulle. Éditions Trinckvel.
- Conversations avec le Général, Jean Dutourd. Éditions Trinckvel.
- Les Poésies de Léo Ferré. Éditions du Grésivaudan.

## Prix et Distinctions
- Prix des Illustrateurs de presse (1971).